# Gradski stadion Subotica
Das Gradski stadion Subotica (serbisch-kyrillisch Градски стадион Суботица; deutsch Städtisches Stadion Subotica) ist ein Fußballstadion mit Leichtathletikanlage in der serbischen Stadt Subotica. Es ist Eigentum und Heimspielstätte des Fußballclubs Spartak Subotica aus der autonomen Provinz Vojvodina.

## Geschichte
Das städtische Stadion wurde 1936 fertiggestellt und am 6. Juni des Jahres eingeweiht. Die Spielstätte sollte der zentrale Punkt eines großen Freizeitkomplexes werden. Diese Planung durchkreuzte der Zweite Weltkrieg und wurde bis heute nicht umgesetzt. Neben den das Stadion umsäumenden Parkflächen stehen noch zwei Trainingsplätze bereit. In den 1970er Jahren wurde die Anlage renoviert und umgestaltet. 1972 wurden neue Betontribünen errichtet und 1978 wurden u. a. die Umkleidekabinen erneuert. Um das Spielfeld aus Naturrasen und der Leichtathletikbahn mit Kurven hinter den Toren wurden die Tribünen ungewöhnlicher Weise rechteckig angeordnet, was die Sicht in den Tribünenecke auf das Spielgeschehen erschwert. Diese Bereiche sind heute gesperrt. Das Stadion bot in früheren Zeiten bis zu 28.000 Zuschauern Platz, doch seit den Renovierungsarbeiten wurden nur kleinere Arbeiten durchgeführt. Zuletzt wurden die maroden Ränge mit Beton geflickt. Momentan ist das Gradski stadion Subotica auf eine Zuschauerzahl von 13.000 begrenzt. Da die Mehrzahl der Plätze Stehplätze sind, entspricht die Spielstätte nicht den Anforderungen der UEFA für internationale Partien.
1986 war das Stadion eine der Spielstätten der U-18-Fußball-Europameisterschaft. Es war Schauplatz eines Viertelfinales, des Spiels um den dritten Platz und des Endspiels.

## Länderspiele
Zwei Partien der jugoslawischen Fußballnationalmannschaft fanden im Stadion von Subotica statt.
- 25. Mär. 1981:  Jugoslawien –  Bulgarien 2:1 (Freundschaftsspiel)
- 31. Mär. 1984:  Jugoslawien –  Ungarn 2:1 (Freundschaftsspiel)